# 뉴펀들랜드 그롤러스
뉴펀들랜드 그롤러스(영어: Newfoundland Growlers)는 캐나다 뉴펀들랜드 래브라도주 세인트존스을 연고지하던 2022년까지 CEBL 소속 프로 농구 팀이다.

## 역대 홈경기장
| 뉴펀들랜드 그롤러스                |          |                                  |      |
| 경기장                             | 사용기간 | 장소                             | 비고 |
| 필드 하우스 앳 메모리얼 유니버시티 | 2022년   | 뉴펀들랜드 래브라도주 세인트존스 | 빈칸 |

## 역대 시즌별 성적
| 시즌 | 정규시즌 | 정규시즌 | 정규시즌 | 정규시즌 | 정규시즌 | 정규시즌 | 플레이오프 | 비고 |
| 시즌 | 리그     | 순위     | 경기수   | 승       | 패       | 승률     | 플레이오프 | 비고 |
| ---- | -------- | -------- | -------- | -------- | -------- | -------- | ---------- | ---- |
| 2022 | CEBL     | 9위      | 20       | 6        | 14       | .300     | 빈칸       | 빈칸 |